# Kosów Stary (gmina)
Kosów Stary – dawna gmina wiejska w powiecie kosowskim województwa stanisławowskiego II Rzeczypospolitej. Siedzibą gminy był Kosów Stary.
Gminę utworzono 1 sierpnia 1934 r. w ramach reformy na podstawie ustawy scaleniowej z dotychczasowych gmin wiejskich: Chomczyn, Czerhanówka, Kosów Stary, Smodna i Wierzbowiec.
Po II wojnie światowej obszar gminy został odłączony od Polski i włączony do Ukraińskiej SRR.